# Montmelas-Saint-Sorlin
Montmelas-Saint-Sorlin is een gemeente in het Franse departement Rhône (regio Auvergne-Rhône-Alpes). De plaats maakt deel uit van het arrondissement Villefranche-sur-Saône. Montmelas-Saint-Sorlin telde op 1 januari 2022 530 inwoners.
In de middeleeuwen hing Montmelas af van de heren van Beaujeu (Beaujolais).

## Geografie
De oppervlakte van Montmelas-Saint-Sorlin bedroeg op 1 januari 2022 4,24 vierkante kilometer; de bevolkingsdichtheid was toen 125 inwoners per km².

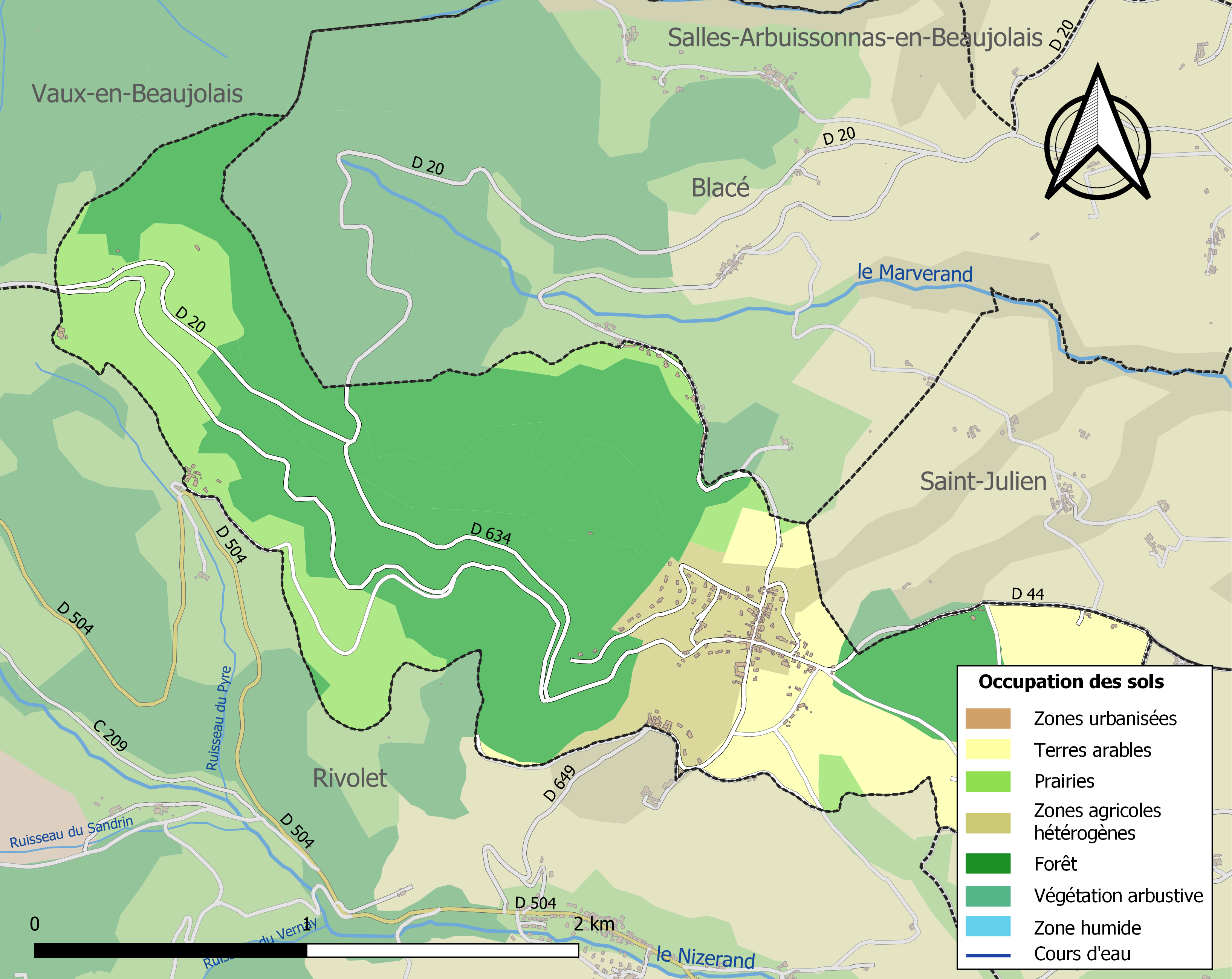
Kaart van de gemeente met de belangrijkste infrastructuur, bodemgebruik en omliggende gemeenten

## Bezienswaardigheden
- Kasteel van Montmelas

## Demografie
Onderstaande figuur toont het verloop van het inwonertal (bron: INSEE-tellingen).